# Скоробір
Скоробір — ботанічний заказник місцевого значення в Україні. Розташований у Котелевському районі Полтавської області, поблизу села Більськ. 
Площа 2 га. Статус надано згідно з рішенням облради від 29.04.1993 року. Перебуває у віданні Більської сільської ради. 
Охороняється унікальна ділянка лучного степу з багатою флорою та численними рідкісними рослинами. Тут зростає близько 100 видів лучно-степових та степових рослин. Ця місцевість також має історичне значення, пов'язане з Другою світовою війною, завдяки чому залишилась нерозораною. Тут знаходиться пам'ятний знак на місці подвигу Героя Радянського Союзу М.В. Шишкіна.
У рослинному покриві заказника переважають злаки: костриця валіська, ковила волосиста, житняк гребінчастий, келерія гребінчаста, пирій середній, куничник наземний. Різнотрав'я представлено такими видами: шавлія поникла, наголоватки павутинясті, залізняк бульбистий, нечуйвітер напівзонтичний, холодок багатолистий, чистець прямий, шавлія гайова, жовтець багатоквітковий, смілка поникла, деревій майже звичайний, полин дніпровський, чебрець Маршалла, дзвоники сибірські, вероніка колосиста, китятки звичайні, подорожник степовий. 
Також трапляються тонконіг лучний, шолудивник Кауфмана, гадючник звичайний, шавлія лучна, буквиця лікарська, звіробій звичайний, конюшина гірська, свербіжниця польова, горошок волохатий, в'язіль барвистий. Серед рідкісних рослин - дзвоники болонські та ріпчастовидні, мітельник сланкий, барвінок трав'янистий, синяк плямистий. У заказнику зростають весняні первоцвіти: горицвіт весняний, анемона лісова, півники угорські, горошок паннонський, переломник видовжений. 